# Michelangelo Vella
Michelangelo Vella (Senglea, 7 novembre 1710 – Cospicua, 25 dicembre 1792) è stato un compositore, organista e pedagogo maltese.

## Biografia
Nato a Senglea nel 1710 in una famiglia benestante di commercianti marittimi, lasciò Malta il 14 luglio 1730 per andare a studiare presso il Conservatorio della Pietà dei Turchini di Napoli, dove entrò il 4 settembre 1730.
Presso la scuola napoletana si formò musicalmente sotto la guida di Nicola Fago, Andrea Basso e Leonardo Leo.
Ordinato sacerdote a Napoli il 18 dicembre 1733 e nel 1738 tornò a Malta, proseguendo la carriera ecclesiastica come sacerdote e dove svolse le attività di maestro di musica, organista e maestro di cappella. Fra i suoi allievi ebbe Francesco Azopardi, Giuseppe Burlon, Antonio Freri, Nicolò Isouard e Salvatore Magrin.
Malta era stata governata dall'Ordine di Malta dei Cavalieri di San Giovanni, un ordine religioso della Chiesa cattolica dal 1530, e l'isola mantenne sempre un intenso carattere religioso, con una significativa presenza musicale nella liturgia. Purtroppo il ritorno di Vella coincise con un decreto vescovile secondo cui la musica utilizzata nella liturgia doveva deliberatamente essere semplice e breve, con l'ovvio effetto che le doti di Vella come compositore non poterono mai esprimersi completamente.
È morto a Cospicua il 25 dicembre 1792.

## Opere
La più celebre opera del compositore durante la sua vita fu una raccolta di sei sonate per tre violini e contrabbasso, pubblicata a Parigi nel 1768.
In anni più recenti è tuttavia stata scoperta presso la SLUB di Dresda un'unica raccolta di 24 sonate per 3 flauti traversi, curato successivamente da Richard Divall e pubblicato da Lyrebird Press.
La collezione è probabilmente stata elaborata su richiesta della regina Maria Amalia di Sassonia per il fratello flautista. Le Sonate stesse sono notevolmente superiori a opere simili in questo filone di Boismortier e altri contemporanei, e sono una preziosa aggiunta al repertorio da camera per flauti. In genere, ogni opera è in tre movimenti contrastanti, e ogni linea è data pari importanza nella composizione, una prodezza inusuale considerando altri lavori di questo genere.

### Lavori sacri
- Sancta et Immacolata Virginitatas (mottetto per 3 voci con basso, 1763)
- Miserere per 4 voci con basso (1765)
- Christus factus est per 4 voci con basso
- Dies irae per 4 voci e organo
- Libera me per 4 voci con organo e basso
- Litanie per 4 voci, 2 violini e altri strumenti
- Salve sancta parens per 4 voci e basso continuo
- Stabat mater

### Altri lavori vocali
- La virtù trionfante (serenata, 1741)
- Cantata per maggio (1746)
- Gloria mundi (1746)
- Gli applausi della fama (serenata, 1758)

### Lavori strumentali
- 6 sonate per 3 violini e basso, op. 1 (1768) Edited by Richard Divall.
- 24 Sonate per 3 flauti traversi senza basso, Edited by Richard Divall. Lyrebird Press. Melbourne/Paris 2009-2014